# Škola vysokých studií pedagogických
Škola vysokých studií pedagogických (ŠVSP) byla instituce pro další vzdělávání učitelů národních škol. Studium bylo dvouleté a probíhalo po vzoru vysokých škol. Pražská ŠVSP byla založena roku 1921; ve stejném roce vznikla i Pedagogická škola (PS) v Brně, která se o rok později transformovala také v ŠVSP. Výuka probíhala o sobotách a nedělích. Prvním „přednostou“ pražského pracoviště byl Otakar Kádner. Pro velký zájem posluchačů byly roku 1937 otevřeny odbočky ŠVSP v Plzni (zanikla r. 1938) a za rok v Táboře a v Českých Budějovicích a v roku 1939 v Mladé Boleslavi a v Pardubicích.